# Fine Living (Italia)
Fine Living è stata una rete televisiva italiana dedicata al lifestyle e all'intrattenimento, con contenuti di cucina, viaggi, arredamento e moda.
Il canale era edito da Scripps Networks Interactive.

## Storia
Il canale è stato lanciato in Italia il 26 marzo 2014 sul canale 49 del digitale terrestre in sostituzione di Coming Soon Television. Ha iniziato le trasmissioni alle ore 06:00 con In cucina con Giada.
Il canale ha collaborato, fino al 31 dicembre 2015, con LaEFFE per la creazione di strategie pubblicitarie cross-channel; la concessionaria di pubblicità comune era PRS MediaGroup.
Il 22 ottobre 2017 il canale è stato chiuso definitivamente e sostituito da Spike, nuovo canale di proprietà del gruppo Viacom.
La voce ufficiale dei promo del canale era la doppiatrice Jolanda Granato.

## Ascolti

### Share 24h di Fine Living
Dati Auditel relativi al giorno medio mensile sul target individui 4+.
|      | gennaio | febbraio | marzo | aprile | maggio | giugno | luglio | agosto | settembre | ottobre | novembre | dicembre | Media anno |
| ---- | ------- | -------- | ----- | ------ | ------ | ------ | ------ | ------ | --------- | ------- | -------- | -------- | ---------- |
| 2014 | -       | -        | -     | -      | -      | -      | -      | -      | 0,13%     | 0,22%   | 0,19%    | 0,21%    | -          |
| 2015 | 0,23%   | 0,21%    | 0,20% | 0,20%  | 0,19%  | 0,23%  | 0,27%  | 0,32%  | 0,28%     | 0,30%   | 0,27%    | 0,27%    | 0,25%      |
| 2016 | 0,27%   | 0,32%    | 0,31% | 0,29%  | 0,31%  | 0,37%  | 0,43%  | 0,40%  | 0,34%     | 0,30%   | 0,33%    | 0,37%    | 0,33%      |
| 2017 | 0,39%   | 0,38%    | 0,32% | 0,34%  | 0,28%  | 0,35%  | 0,31%  | 0,36%  | 0,23%     | chiuso  |          |          |            |

## Palinsesto
Fine Living trasmetteva diversi programmi di rete televisive estere appartenenti al gruppo Scripps Networks, come HGTV, doppiati in italiano.

### Programmi televisivi
- A tavola con Guy
- A caccia di occasioni
- Affari in cantina
- Affari in valigia
- Airport 24/7 Miami
- All'inseguimento della pietra preziosa
- Arredare a tutti i costi
- Antonio Style
- Beach Flip: Sfida sulla Spiaggia
- Best sandwich in America
- Biker on the road
- I boss del recupero
- Brian Boitano: La mia casa in Italia
- Brunelleschi Construction
- Building Alaska
- Buono a sapersi
- I Caraibi in cucina
- Casa ai Caraibi
- Case che non ti aspetti
- Casa su misura
- Case a domicilio
- Case da rifare
- Case da un milione di dollari
- Cash & Cari
- Colpo di cucina
- Compro casa finalmente
- Le case più belle sull'acqua
- Le case più estreme del mondo
- Le case più estreme sull'acqua
- Le case più verdi del mondo
- Cash & Cari - Tesori in soffitta
- Chef sotto pressione
- Ci pensa Bronson
- Cina in cucina
- Color Splash
- Come ti trasformo la casa
- Cucine da rifare
- Cucine diaboliche
- Dolci da sogno
- Donne in affari
- Ellen’s Design Challenge
- Extreme cuisine
- Fine Living Shopping
- I fratelli conquistano New Orleans
- Garage Gold - Affari in cantina
- Giada: Viaggi da sogno
- Giada in Italy
- Giardini impossibili
- Gourmet Trains: Viaggi del gusto
- La guerra delle torte
- Hawaii Life
- The High Low Project
- Hotel da incubo
- House Hunters International
- In cucina con Giada
- In cucina con Ina Garter
- Lake life: case al lago
- Londra in vendita
- Los Angeles in Vendita
- Man Caves: Tane per Maschi
- Man Finds Food
- Man Fire Food
- Man vs. Food
- Mega terrazze
- Mega ville
- Messico in cucina
- Mexico Life
- Minicase
- Minicase di lusso
- Mi compro un'isola
- Natale alla Casa Bianca
- Un mondo da bere
- New York in vendita
- Nuova casa a sorpresa
- Occasioni in riva al mare
- Operazione casa
- Orrori da gustare: America
- Pazzi per i Tacos
- Pazzie di Natale
- Per fare casa ci vuole un albero
- Piccantissimo
- Piscine da urlo
- Presentato ad arte
- Il re dei broker
- Resort da incubo
- Restaurant Impossible
- Reza, principe delle spezie
- Ristoranti allo sbando
- Sabrina: Design accessibili
- Sfida al Super con Guy
- Sfida sulla spiaggia
- La seconda casa non si paga mai
- La seconda casa non si scorda mai
- Sapori dal Medio Oriente
- Sorelle in affari
- Sorpresa di Natale
- Spie al ristorante
- Stanze da sogno
- Street Food
- Trip Flip - Viaggi a sorpresa
- Tutti i segreti del lusso
- Una coppia in affari
- Vado a vivere ai Caraibi
- Vado a vivere... minicase
- Vista mare
- Weekend con Giada
- Ypsilon Tellers - Un mondo di storie